# Canapa di Manila

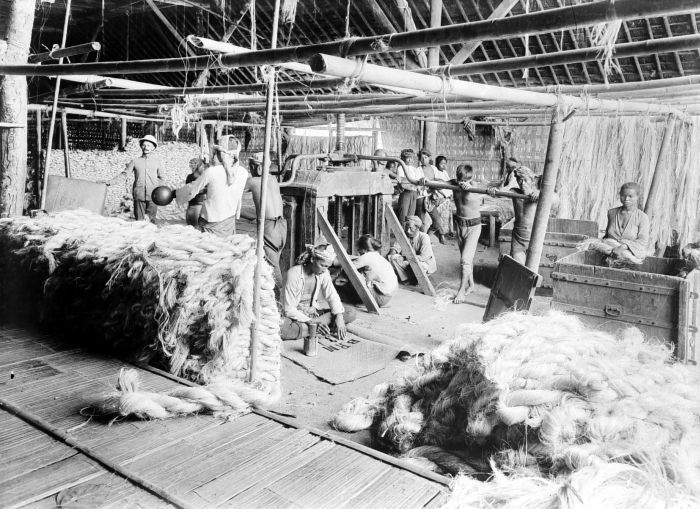
L'imballaggio della canapa di Manila in balle a Kali Telepak, Bessoeki, East Java

La canapa di Manila (o manilla) è una fibra tessile ottenuta dalla lavorazione delle foglie di Musa textilis (abaca); insieme alla canapa, è una delle fibre naturali più durevoli.
Molteplici sono i suoi impieghi: usate nell'industria dei tessuti grezzi e della carta, le fibre di manilla possono essere filate in spaghi o corde. In particolare, per la loro resistenza (specie allʼazione erosiva dell'acqua marina) e flessibilità, le corde sono usate per cavi da marina (per ormeggio, rimorchio, ecc.) e reti da pesca. Con le stesse fibre, inoltre, si possono produrre oggetti (perlopiù artigianali) come borse, tappeti, vestiti e mobili.

## Lavorazione
I frutticoltori effettuano il raccolto nei campi di abacà ogni 3-8 mesi dopo un periodo iniziale di crescita di 18-25 mesi e dopo una durata di vita complessiva di circa 10 anni. In genere la raccolta comporta delle operazioni correlate alle guaine fogliacee: la sguainatura (separazione delle guaine superficiali e profonde), la spampanatura (da cui si ottengono le fibre) e l'essiccatura, solitamente mediante esposizione alla luce del sole come vuole la tradizione.

## Etichettatura tessile
Sigla AB.